# Hövszgöl-tó
A Hövszgöl-tó (mongolul: Хөвсгөл нуур, Hövszgöl núr, a klasszikus írásmód szerint:) Mongólia második legnagyobb, és egyben legmélyebb tava.

## Földrajza

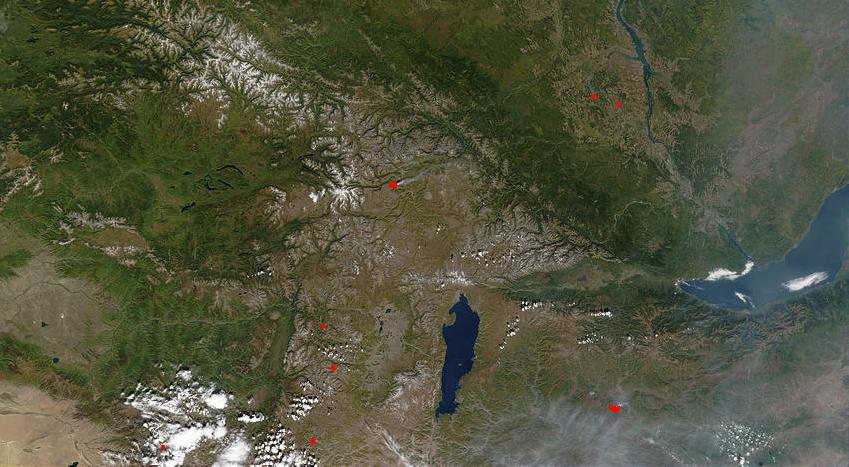
A Hövszgöl-tó űrfelvételen

A Hövszgöl-tó Mongólia északnyugati részén fekszik, 1645 méteres magasságban, az orosz határ közelében. Nyugati partján a Horidol Száridag, északon Szajánok déli nyúlványai magasodnak kopár szikláikkal.
A keskeny, levél alakú Hövszgöl-tó észak-déli irányban 136 km hosszú, legnagyobb szélessége 36,5 km. Legnagyobb mélysége 267 méter. Méreteiből adódóan Mongólia ivóvízkészletének 70%-át, a világ ivóvízkészletének nagyjából 0,4%-át tartalmazza.
Legnagyobb szigete a Dalajn Hüj (Tenger Köldöke) a tó közepéhez közel található. A 3 km hosszú és 2 km széles sziget 126 méterrel emelkedik a víz fölé. A tó északnyugati részén félszigetként emelkedik a Dolón Úl (Hét Hegy).
Vízgyűjtő területe viszonylag kicsi, 46 folyó és patak táplálja, közülük 12 időszakos. A tó vizét az Eg folyó vezeti el, ami a Szelengába torkolva a Bajkál-tóba folyik. A két tó között elnyúló Szajánok legmagasabb csúcsa (3491 méter) a Hövszgöl-tó északi partján magasodik. Így annak ellenére, hogy a két tó egymástól alig 220 km-re fekszik, a víz közöttük mégis több mint 1000 kilométeres utat tesz meg, 1169 méteres eséssel.
A tó vize novemberben befagy, a jég vastagsága az 1,4–2 métert is elérheti. A jégolvadás májusban kezdődik és június elején olvad el teljesen. A víz hőmérséklete +10 – +14 °C között ingadozik, de az öblökben melegebb is lehet.

## Közlekedés
A Hövszgöl-tó legkönnyebben a megyeközpontból, Mörönből közelíthető meg. A 100 kilométeres, közepes minőségű úton Hatgalba lehet eljutni. A tó keleti oldalán fut egy gyenge minőségű út, amin az orosz határig lehet eljuni, azonban ez csak száraz időben járható. A nyugati oldalon nincsenek utak, az a rész autóval járhatatlan.
Télen a tó teljes felülete vastagon befagy, akár nehéz teherautókat is elbír, ezért szállítási útvonalnak használták. Az utóbbi időben ezt környezetvédelmi okokból betiltották, mivel a teheratókból szivárgó olaj szennyezte a tavat. Az évek során 30-40 autó szakadt be a jégen és süllyedt el.
A tavon nyaranta a Szühebátor hajóval lehet kisebb körutat tenni a tavon. Az orosz építésű 400 tonnás hajó 1934-ben állt forgalomba. A hajónak nincs kötött menetrendje, utaslétszámtól függően indul a tó déli csücskében fekvő Hatgal faluból.

## Ökológiai jelentőség
A Hövszgöl-tó nagyjából 2-5 millió évvel ezelőtt keletkezett, ezzel a Föld legősibb tavainak egyike és egyben – a Vosztok-tó után – a legérintetlenebbül megmaradt tó. Méretében is jelentős, Ázsia 10. legnagyobb és 4. legmélyebb tava. Ezért is fontos, hogy a tó vízminősége jelenleg kiváló, akár tisztítatlanul is alkalmas ivásra, így jó feltételeket teremt a különböző halfajok számára, mint a tajmen, lenok-lazac és ponty.
A Hövszgöl-tó és környéke, a tó vízgyűjtő területének nagy részével együtt 1992 óta nemzeti park. A tó földrajzilag igen érzékeny területen fekszik, a sztyeppe és az örök fagyott tajga határán, ezért erős hatással van rá az éghajlatváltozás. Többek között ennek figyelésére, kutatására indították 1997-ben a The Hövsgöl Long-term Ecological Research Site (LTERS, Hosszú távú ökológiai kutatási terület) programot.
A park változatos állatvilágnak ad otthont, él itt kőszáli kecske, muflon, argali juh, gímszarvas, jávorszarvas, szibériai pézsmaszarvas, ragadozók mint barna medve, farkas, rozsomák, coboly.